# Леонов, Юрий Владимирович
Юрий Владимирович Лео́нов (род. 2 апреля 1963 или 28 апреля 1963, Усть-Каменогорск) — советский и российский хоккеист, нападающий. Заслуженный мастер спорта России (2005). Тренер.

## Биография
Воспитанник усть-каменогорского «Торпедо» (тренер Юрий Тархов, ранее работавший и с Борисом Александровым). Сразу после окончания ДЮСШ получил приглашение в «Енбек». Костяк алма-атинской команды в те годы составили молодые воспитанники «Торпедо», и вскоре «Енбек» под руководством Юрия Баулина вышел из второй союзной лиги в первую.
В 1983 году Леонов перешёл в московское «Динамо» и в декабре 1984 года дебютировал в сборной СССР. Но перелом руки помешал выступить на чемпионате мира 1985 года. В 1990 году стал чемпионом мира. В том же сезоне динамовцам удалось прервать многолетнюю гегемонию ЦСКА и выиграть чемпионат СССР.
Всего в составе сборной СССР — 32 матча, 5 заброшенных шайб.
Также в 1985—1987 годах выступал во второй сборной СССР, в её составе дважды становился победителем турнира на призы газеты «Ленинградская правда».
В 1991 году уехал в швейцарский клуб «Амбри-Пиотта». Через три года вернулся в «Динамо» и начал вызываться в сборную России. В 1994—1997 годах провёл за сборную 10 матчей, забросил одну шайбу.
Закончил карьеру в 2002 году, после чего перешёл на тренерскую работу в ДЮСШ московского «Динамо».
С ноября 2006 года и до конца сезона — главный тренер петербургского СКА, в следующем сезоне переместился на должность ассистента в штабе Барри Смита. С августа 2008 года по июнь 2012 года — главный тренер петербургского ХК ВМФ из ВХЛ. С 16 июня 2012 года по 11 января 2014 года был главным тренером подольского «Витязя» из КХЛ. С 28 августа 2018 года — тренер в «Амура» из КХЛ.

## Достижения
- Чемпион мира — 1990
- Серебряный призёр чемпионата Европы — 1990
- Победитель турнира на призы газеты «Известия» (3) — 1984, 1994, 1995 гг.
- Третий призёр Кубка Карьяла — 1997 г.
- Чемпион СССР (2) — 1990, 1991 гг.
- Серебряный призёр чемпионата СССР (3) — 1985, 1986, 1987 гг.
- Бронзовый призёр чемпионата СССР — 1988 г.
- Серебряный призёр чемпионата России (МХЛ) — 1996 г.
- Обладатель Кубка МХЛ — 1996 г.
- Обладатель Кубка Шпенглера — 1983 г.
- Обладатель Кубка Берлина (3) — 1986, 1987, 1996 гг.
- Финалист Кубка Европы — 1991 г.
- Финалист Евролиги — 1998 г.
- Обладатель приза «Золотая клюшка» — 1996 г.
- Обладатель «Золотого шлема» — 1995 г.
- Чемпион Норвегии (2) — 1997, 2000 гг.

### Статистика (главный тренер)
Последнее обновление: 9 декабря 2014 года
| Команда | Турнир-сезон | Регулярный сезон | Регулярный сезон | Регулярный сезон | Регулярный сезон | Регулярный сезон | Регулярный сезон | Регулярный сезон | Регулярный сезон | Плей-офф | Плей-офф | Плей-офф              |
| Команда | Турнир-сезон | И                | В                | ВО/ВБ            | Н                | ПО/ПБ            | П                | О                | Результат        | В        | П        | Результат             |
| ------- | ------------ | ---------------- | ---------------- | ---------------- | ---------------- | ---------------- | ---------------- | ---------------- | ---------------- | -------- | -------- | --------------------- |
| СКА     | РСЛ 2006/07  | 33               | 11               | 1                | 3                | 1                | 17               | 39               | 14 место         | 0        | 3        | Вылетели в 1/8 финала |
| Витязь  | КХЛ 2012-13  | 52               | 11               | 7                | -                | 8                | 26               | 55               | 12-е на Западе   | -        | -        | -                     |
| Витязь  | КХЛ 2013-14  | 43               | 10               | 6                | -                | 8                | 19               | 50               | 13-е на Западе   | -        | -        | -                     |
| Амур    | КХЛ 2014-15  | 17               | 2                | 1                | -                | 1                | 13               | 9                | отставка         | -        | -        | -                     |